# تپه قمپاره ۸۰ - K
تپه قمپاره ۸۰ - K مربوط به عصر آهن - دوره اشکانیان - دوران‌های تاریخی پس از اسلام است و در شهرستان کنگاور، روستای رحمت آباد واقع شده و این اثر در تاریخ ۱۰ دی ۱۳۸۱ با شمارهٔ ثبت ۶۶۰۹ به‌عنوان یکی از آثار ملی ایران به ثبت رسیده است.